# 杉浦太陽
杉浦 太陽（1981年3月10日—），日本男演員，大阪府寢屋川市人，出生於岡山縣玉野市。是前早安少女組成員辻希美的丈夫。现为SKY CORPORATION艺能事务所旗下艺人。

## 簡歷
- 1998年在朝日電視系連續劇《戀愛Y世代》（おそるべしっっ!!音無可憐さん）中首次登台。
- 2001年主演每日放送系連續劇《超人力霸王高斯》（ウルトラマンコスモス）。
- 在《超人高斯》播放時，原本是以與本名發音相同的「杉浦太陽」（Sugiura Takayasu）之名進行活動。
- 2002年6月14日，仍在《超人高斯》播放的期間，因為被懷疑在2000年10月17日時對弟弟的友人進行恐嚇與傷害的行為，而被大阪府警方以涉嫌人身份逮捕。雖然事後大阪地方檢查廳以證據不足為由不予起訴，但已對杉浦在影集中的演出造成影響。根據辯方（杉浦方）辯護律師提供的陳述書，聲明事件起因於弟弟的友人盜取杉浦家的錢財，在要求對方歸還錢財的過程中發生肢體衝突，除了傷勢輕微之外，事件發生時當事雙方皆未滿成年。電視影集的製作單位在杉浦被逮捕後立刻停播了該片，且在恢復播映後將後續五集內容中杉浦出現的片段全部剪除，相關片段僅保留在之後上映的電影版中放映[2][3]。
- 2002年，受被捕事件的影響，將藝名改為與本名發音不同的「杉浦太陽」（Sugiura Taiyou），並與同樣也是演員的親生弟弟杉浦太雄合組音樂團體「Ex.Bold」，但該團體已於2005年之後停止活動。
- 2007年6月21日，與前早安少女組成員辻希美結婚。
- 2007年11月26日（17歲），長女杉浦希空（日语：希空）誕生。
- 2010年12月26日（14歲），長男杉浦青空（せいあ）誕生。
- 2013年3月21日（12歲），次男杉浦昊空（そら）誕生。
- 2018年12月10日（6歲），三男杉浦幸空（こあ）誕生。
- 2025年8月8日，次女杉浦夢空（ゆめあ）誕生。[4]

## 演出
註：粗體字為主演

### 電視劇
- 《おそるべしっっ!!!音無可憐さん》（1998年、朝日電視台） - 飾演 關根洋一
- 《あぶない放課後》（1999年4月 - 6月、朝日電視台） - 飾演 學生
- 《超人力霸王系列》 - 飾演 春野武藏
  - 《超人力霸王高斯》（2001年7月7日 - 2002年9月28日、TBS）
  - 《超人力霸王列傳》 第34話（2012年2月22日、東京電視台）
  - 《超人力霸王歐布：始源傳奇》 第8話 - 最終話（2017年、Amazon Prime Video） - 飾演 春野武藏
- 《晨間小說連續劇》（NHK）
  - 《開朗家族》（2003年 − 2004年） - 飾演 佐藤浪利
  - 《鬼太郎之妻》（2010年5月24日 - 9月）- 飾演 浦木克夫
- 《もっと恋セヨ乙女》（2004年、NHK綜合） - 飾演 高沢行彦
- 《水曜ミステリー9「新米事件記者・三咲」》（2005年、東京電視台） - 飾演 川尻洋人
- 《七色のおばんざい》（2005年、NHK綜合） - 飾演 坪井純一
- 《新・桃太郎侍》 第7話（2006年、朝日電視台） - 飾演 源太
- 《がきんちょ〜リターン・キッズ〜》（2006年、MBS・TBS系） - 飾演 笹本司郎
- 《魂萌え!》（2006年、NHK綜合）- 飾演 マモル
- 《アイムヒア 僕はここにいる》（2006年、朝日放送） - 飾演 竹內優希
- 《月曜ゴールデン・万引きGメン二階堂雪(17)〜最期の嘘》（2008年9月22日、TBS） - 飾演 宮下明
- 《日本史サスペンス劇場 再現ドラマ》（2008年10月15日、日本電視台） - 飾演 德川家茂
- 《うさぎたちのもちつき》 第9話 - 第12話（2008年、BS衛星放送） - 飾演 澤田太郎
- 《流星之絆》（2008年、TBS） - 飾演 西鄉一矢
- 《浪花の華〜緒方洪庵事件帳〜》（2009年、NHK綜合） - 飾演 耕介
- 《RESCUE～特別高度救助隊》（2009年、TBS） - 飾演 田口
- 《水曜ミステリー9・付き人女優・安野すみれ楽屋裏事件ファイル》（2009年1月21日、東京電視台） - 飾演 新田甲介
- 《ROMES/空港防御システム》（2009年10月 - 12月、NHK綜合） - 飾演 江川宏
- 《爸爸偶像》 第4話（2012年5月17日、TBS） - 飾演 本人
- 《GI DREAM》（2013年2月2日、BS富士） - 飾演 川原隆
- 《女優 麗子〜炎のように》（2013年3月6日、東京電視台） - 飾演 大原政光
- 《BARレモン・ハート SEASON2》 第16話（2016年7月18日、BS富士） - 飾演 タケシ
- 《最後の晩ごはん》（2018年1月 - 3月、BS Japan） - 飾演 夏神留二
- 《愛知發地域ドラマ「黄色い煉瓦〜フランク・ロイド・ライトを騙した男〜」》（2019年11月27日、NHK BS Premium） - 飾演 高木明仁
- 《柚木家的四兄弟》（2024年5月27日 - 、NHK綜合）- 飾演 柚木春一

### 電影
- 《水男孩》（2001年）- 浦杉太陽
- 《異形ノ恋》（2002年）
- 《超人力霸王高斯2 THE BLUE PLANET 》（2002年）- 春野武藏
- 《超人力霸王高斯 THE FINAL BATTLE》（2003年） - 春野武藏
- 《大怪獸格鬥 超銀河傳說 THE MOVIE》（2009年） - 飾演 武藏
- 《超人力霸王傳奇 》（2012年）-飾演 春野武藏
- 《超人力霸王銀河S：決戰！超人10勇士！》（2015年） -  春野武藏/超人力霸王高斯（聲）
- 《零 ZERO（2004年） - 長谷川龍太郎 役
- （2004年） - 中田五郎 役
- 《浪花金融道 灰原勝負!起死回生のおとしまえ!!》（2005年） - 灰原達之 役
- 《深海獸零號》（2005年） - 海堂猛 役
- 《ビートキッズ》（2005年） - タクミ 役
- 《0からの風》（2007年） - 茂木零 役
- 《アカデミー》（2007年） - 隆 役
- 《トラ・コネ》（2008年） - 町田タケヒコ 役
- 《ドリフト7 -R-》（2008年） - 椿漣 役
- 《信虎 信玄陣没!国主の帰還》（2021年11月） - 一條信龍 役
- HE-LOW THE FINAL（2022年）

### 网络剧
- 奥特银河格斗-（高斯奥特曼、雷杰多奥特曼声）

## 外部連結
- 杉浦太陽官方網站 （页面存档备份，存于）（日語）
- 杉浦太陽的Ameba部落格（日語）